# 戦場のツインテール
『戦場のツインテール』（せんじょうのツインテール、原題：戦場双馬尾）は、中国のオンラインゲーム会社・MorningTecによるスマートフォン向けゲームアプリ。日本国内では6wavesの運営により2017年1月19日にサービス開始。日本の声優を起用した中国製日系ゲームのひとつ。
2018年6月28日をもってサービスを終了した。

## 世界観とあらすじ
軍事政権の支配下にある架空の近未来世界で、アニメやマンガ、ゲーム、くまのぬいぐるみ、小動物など、ありとあらゆる「萌え」を有害文化として排除する「風紀取締法」、さらに人々の心を惑わす「幼女」を危険視し、すべての少女を成人になるまで拘束する「幼女監禁法」を施行した政府。
そんな独裁政治に立ち向かう一人の少女、金髪ツインテールのロリっ娘アボルフ・リィナのもとに、彼女の「萌力」に魅了され圧政に反発する人々が集まり、反政府組織「萌軍」を結成した。
しかし、政府軍に敗れてリーダーのリィナも逮捕された萌軍は崩壊した。そして二年後、主人公のプレイヤーが政府の地下監獄でリィナを救出し、ふたたび集結した萌軍の仲間たちとともに「萌え」を取り戻すべく政府軍に戦いを挑んでゆく。

## ゲーム内容

### 戦闘
バトルは横スクロール型のウェイブ制。前線に配置された『兵士』の自動攻撃と、プレイヤーの操作で後方から砲弾を発射する『司令』の支援砲撃で進行する。プレイヤーは引っ張りアクションで弾道を調整しながらターゲットに照準を合わせて砲撃する。戦闘中たまるエネルギーゲージがマックスになると強力な必殺技を使うことができる。

### 編成
出撃部隊は司令の乗る戦車と、最大5人の兵士で編成できる。兵士は装甲隊、生化隊、特攻隊の3種類がある。兵士の組み合わせで戦車が撃つ砲弾の種類も変化する。

### 育成
戦闘などで入手したアイテムで兵士の各種ステータスやスキルの効果を強化するレベルアップができる。

### 好感度
萌軍の兵士は司令を含めて全員美少女キャラクター。プレイヤーがプレゼントを贈るなどの行動で好感度をあげることができ、一定の値に達するとキャラクターの各種プロフィール情報が公開される。

## キャラクター
- アボルフ・リィナ （声 - 釘宮理恵[3]）
- ラン・アインシュタンナ （声 - 花澤香菜[3]）
- コンデリーナー （声 - 水瀬いのり[3]）
- アスマイ （声 - 種田梨沙[3]）
- ファニー （声 - 堀江由衣[3]）
- アイビーニニ （声 - 上原あかり[3]）
- ケンジェアン （声 - 本多真梨子[3]）
- ゴードレナ （声 - 鳴海杏子[3]）
- ジェミー （声 - 小松未可子[3]）
- マカッサ （声 - 高岡香[3]）
- バーニース （声 - 洲崎綾[3]）
- モントゴケイティ・キャシー （声 - 明坂聡美[7]）
- ベラ・ベゴール （声 - 荒浪和沙[7]）